# Janowo (Sorkwity)
Pour les articles homonymes, voir Janowo.
Janowo est un village de Pologne, situé dans le gmina de Sorkwity, dans le powiat de Mrągowo, dans la voïvodie de Varmie-Mazurie.

## Source
- (en) Cet article est partiellement ou en totalité issu de l’article de Wikipédia en anglais intitulé « Janowo, Mrągowo County » (voir la liste des auteurs).